# A New Beginning
A New Beginning est un jeu vidéo d'aventure en pointer-et-cliquer développé par Daedalic Entertainment et édité par Lace International, sur Windows, Mac et iOS.

## Système de jeu
Le jeu est divisé en 11 chapitres asynchrones. Le joueur contrôle Fay ou Bent en fonction de la situation. Le joueur ne peut pas basculer de manière interactive entre eux.

## Synopsis
Le jeu commence dans un avenir lointain. En raison de catastrophes écologiques, la vie n'est possible que dans les grottes profondes du sol. De nombreuses formes de vie et organismes se sont éteints et même la race humaine est sur le point de disparaître. Certains inventeurs ont pu développer une machine à remonter le temps qui utilise une sorte de datation au radiocarbone. Ils renvoient maintenant certains chercheurs dans le temps en utilisant un échantillon qui a été fabriqué en 2050. Fay et son collègue arrivent dans un San Francisco en ruine. Fay contacte les autres voyageurs du temps, mais ils se rettent tous dans une catastrophe naturelle et la plupart d'entre eux meurent. Salvador conclut que son équipe doit voyager dans le temps dans une année où des problèmes écologiques existent déjà, mais peuvent encore être résolus. Dans leur recherche, ils trouvent un article sur Bent Svensson qui a inventé un biocarburant à base d'algues bleues. Ils trouvent également un article sur la façon dont la terre a été partiellement détruite après l'explosion d'un réacteur nucléaire dans la forêt amazonienne brésilienne. Cet événement a détruit la forêt tropicale, ce qui a provoqué une réaction en chaîne au cours de laquelle la terre est entrée dans un hiver nucléaire. L'équipe voyage dans le temps. Cependant, il s'avère que Bent a dû prendre sa retraite en raison de problèmes de santé. Le projet est maintenant dirigé par son fils Duve. Fay doit convaincre Bent qu'elle vient vraiment de l'avenir, le biocarburant est la seule solution pour sauver la planète et le produit doit être mis en production tout de suite. Cependant, tout le monde a une raison de manipuler les choses à ses propres fins. Cela pourrait échouer au sauvetage de la terre, ou non.

## Accueil
- Jeuxvideo.com : 16/20[1]
- Gamekult : 6.2/10[2]
- Planète Aventure : 14.2/20[3]
- Jeuxvideo.fr : 6/10[4]